# Capella del Roser de Mont
Capella del Roser de Mont és una església del poble de Mont al municipi de Vielha e Mijaran (Vall d'Aran) inclosa a l'Inventari del Patrimoni Arquitectònic de Catalunya.

## Descripció
Capella amb volta de canó sense absis i orientada de Nord a Sud; la porta és al mur de migdia i és construïda en arc adovellat de mig punt amb motllura que reposa sobre dos capitells esculpits. A la cara de migdia també hi ha dues obertures: una finestra i una obertura superior que acull una campana. A la clau de volta de la porta hi ha inscrit l'any de construcció: 1771
La capella té adossada una construcció a la cara de llevant que desmillora força l'edifici.